# Univerzum Könyvtár
Az Univerzum Könyvtár egy magyar nyelvű ismeretterjesztő könyvsorozat volt az 1960–80-as években.

## Története, jellemzői
Az Univerzum Könyvtár a szocialista Magyarország egyik hosszú életű könyvsorozata volt. 1965-ben indította meg a budapesti  Kossuth Könyvkiadó, és 1986-ban jelent még meg kötete. A sorozat népszerű–ismeretterjesztő módon dolgozott fel a nagyközönség számára tudományos kérdéseket az élet minden területéről. Köteteiben – nevéhez híven – univerzális látásmód kialakítására törekedve helyet kapott többek között a történelem, a művelődéstörténet, a vallástörténet, a földrajztudomány, a néprajz, a régészet, a biológia, az orvostudomány, a fizika, a csillagászat. (Tartalmi változatosságával hasonlított a két világháború közötti A Műveltség Útja című sorozatra.)
A jellemzően 200-400 oldalas 25 cm x 19 cm nagyságú könyvek számos fekete-fehér szövegrajzot, egész oldalas fényképet tartalmaztak. A fűzött keménypapír kötésre papír borító került, amely a kötet tartalmához kapcsolódó 1-1 színes fénykép, a Föld stilizált rajza (utalás az univerzumra), és különböző (pl. kék, piros, sárga, lila) színes alsó csíkban a cím került.
Számos kötet külföldi nyelvről való fordítás volt, de akadtak önálló magyar munkák is. Némelyik kötet többször újranyomták.

## Kötetei (1965–1986)
- Farley Mowatt: A jégsivatag népe (1965)
- Szilkin – Trojickaja – Sebalin: Ismeretlen bolygónk (1965)
- Albert Ducrocq: Az anyag regénye (1965)
- A világegyetem kulcsa. Fizika jelene és jövője (1966)
- Gleb Golubjov: Hiren piramisának titka (1966)
- Nagy Ernő: Tíz év űrkutatás (1967)
- Günter Skeib: A déli jégvilág. Antarktika, a kutatások gyűjtőpontjában álló földrész (1967)
- Norbert Casteret: Muta, a barlang lánya. A földkéreg-akció (1968)
- V. Gordon Childe: Az ember önmaga alkotója (1968)
- Igor Akimuskin: Hová? Hogyan? (1968)
- I. A. Kriveljov: Ásatások a "Bibliai" országokban (1969)
- Helmuth M. Böttcher: Az ember túlságosan korán hal meg. Harc a megöregedés ellen (1969)
- Bitó János – Sinka József – Szabó Gábor: Világegyetem és tudomány (1970)
- Anthony Smith: Testünk titkai	(1970)
- I. M. Zabelin: Hairhan rejtélye (1970)
- J. D. Bernal: Az élet eredete (1971)
- Je. I. Parnov: A végtelenek keresztútján (1971)
- Luce Boulnois: A selyemút (1972)
- Stanislaw Lem: Summa technologiae (Tudomány, civilizáció, jövő) (1972)
- Irina Radnuszkaja: Őrült gondolatok (1973)
- Bitó János – Sinka József: Jövőnk kulcsa az energia (1973)
- Igor Akimuskin: Még a krokodilusnak is van barátja… (1974)
- Dr. Hédervári Péter: Születő óceánok – haldokló tengerek (1974)
- L. V. Saposnyikova: A Kék-hegyek törzseinek titkai (1974)
- Jean Merrien: A tenger legendáriuma (1975)
- Dr. Gánti Tibor: A kvarkoktól a galaktikus társadalmakig (1975)
- Jean Merrien: A tenger legendáriuma (1975)
- Walter Krämer: A messzeség titkai (1976)
- Titkos Ervin – Hirling György: Magyarok az Antarktiszon (1976)
- Walter Krämer: A világ csodái (1977)
- Walter Krämer: Új látóhatárok (1979)
- Albert Ducrocq: Az élet regénye (1979)
- Albert Ducrocq: Az ember regénye (1979)
- Gecse Gusztáv: Vallástörténet (1980)
- L. V. Saposnyikova: A dzsungel ösvényei (1980)
- Keszthelyi Katalin – Keszthelyi Tibor: Görög tájak, talányok (1980)
- Dr. Hédervári Péter: Évezredek, vulkánok, emberek (1981)
- Ny. P. Dubinyin: A genetika regénye (1981)
- Máté György: A Nap verejtéke. Aranykönyv (1982)
- Farkas Henrik: Fantasztikus természetrajz (1983)
- Kőszegi Frigyes: A történelem küszöbén (1984)
- Burchard Brentjes: Kánok, szultánok, emírek (1985)
- Otto Emersleben: Az arany országai (1985)
- Burchard Brentjes: Izmael fiai (1986)
- Hédervári Péter: Ismeretlen (?) naprendszerünk (1986)
- Rudolf Drössler: Amikor a csillagok istenek voltak (1986)

### 1987-től megjelent
1987-től új fajta borítóval, 23 cm x 14 cm-es formában jelent meg 2 kötet a sorozat megszűnéséig:
- Isaac Asimov: A robbanó Napok. A szupernóvák titkai (1987)[3]
- Hermann Heinz Wille: A szakócától a dinamóig, A technika története a kezdetektől 1900-ig (1988)[4]